# میشل کاستگنتی
میشل کاستگنتی (انگلیسی: Michele Castagnetti؛ زادهٔ ۲۷ دسامبر ۱۹۸۹) بازیکن فوتبال اهل ایتالیا است.
از باشگاه‌هایی که در آن بازی کرده‌است می‌توان به باشگاه فوتبال کوزنتسا کالچو و باشگاه فوتبال امپولی اشاره کرد.